# Nettelsee
Nettelsee er en by og kommune i det nordlige Tyskland, beliggende i Amt Preetz-Land i den sydvestlige del af Kreis Plön. Kreis Plön ligger i den østlige/centrale del af delstaten Slesvig-Holsten.

## Geografi
Nettelsee er beliggende omkring 16 km nordøst for Neumünster og omkring 8 km sydvest for Preetz ved Bundesstraße 404 fra Kiel til Bad Segeberg. Fra 1911 til 1961 havde Nettelsee jernbanestation på Kleinbahn Kiel–Segeberg.